# Agustín Facello
Agustín Facello (Paraná, Entre Ríos, 18 de agosto de 1999) es un baloncestista profesional argentino que se desempeña en la posición de base en Olímpico de Liga Nacional de Básquet de Argentina.

## Trayectoria

### Clubes
| Club               | País      | Año             |
| ------------------ | --------- | --------------- |
| Boca Juniors       | Argentina | 2016 - 2021     |
| San Lorenzo        | Argentina | 2021 - 2022     |
| Argentino de Junín | Argentina | 2022 - 2024     |
| Olímpico           | Argentina | 2024 - Presente |